# Burgruine Winterstein (Simmelsdorf)
Die Burgruine Winterstein ist die Ruine einer Höhenburg auf 522 m ü. NHN im Gemeindeteil Winterstein der Gemeinde Simmelsdorf im mittelfränkischen Landkreis Nürnberger Land in Bayern.

## Geschichte
Erstmals wurde die Burg 1326 erwähnt und von einem Ortsadelsgeschlecht bewohnt, zu dem vermutlich auch die Gründer der Burg gehörten. In dieser Zeit wechselten ständig die Besitzer, was dazu führte, dass die Burg schon in der Mitte des 14. Jahrhunderts in viele Besitzanteile geteilt war. 1372 war die Burg im Besitz der Familie von Egloffstein. Vom Ersten Markgrafenkrieg 1450 blieb die Burg verschont, doch alles rund um die Burg wurde abgebrannt.
Bis in die zweite Hälfte des 17. Jahrhunderts wechselte die Burg immer wieder die Besitzer, gelangte dann an die Lochner von Hüttenbach, die sich dann Lochner von und zu Winterstein nannten. 1662 wurde die Burg an die Familie Tucher von Simmelsdorf und Winterstein verkauft, welche die Burg als Jagdschloss nutzte und von einem Vogt verwalten ließ und Ende des 17. Jahrhunderts modernisieren und ausbauen ließ.
Nachdem die Burg zwischenzeitlich an Bauern verkauft war und einige Gebäude sowie der Hauptbau zerstört waren, kauften die Tucher die Burg Winterstein zurück und sind bis heute ihre Besitzer.
Von der ehemaligen Burganlage sind noch das Torhaus mit Wehrgang, Teile eines Eckturms und die Außenmauern des Palas erhalten.